# 塞纳河畔米西
塞纳河畔米西（法語：Mussy-sur-Seine，法語發音：[mysi syʁ sɛn]）是法国奥布省的一个市镇，位于该省东南部，属于特鲁瓦区。

## 地理
塞纳河畔米西（47°58'37"N, 4°29'49"E）面积28.07 平方千米，位于法国大東部大區奥布省，该省份为法国中北部省份，北起马恩省，西接塞纳-马恩省，西南至约讷省，东南至科多尔省，东临上马恩省。
与塞纳河畔米西接壤的市镇（或旧市镇、城区）包括：埃苏瓦、塞纳河畔日耶、普莱讷圣朗日、莱里塞、塞纳河畔沙雷、戈梅维尔、乌尔斯河畔格朗塞、莫莱姆。
塞纳河畔米西的时区为UTC+01:00、UTC+02:00（夏令时）。

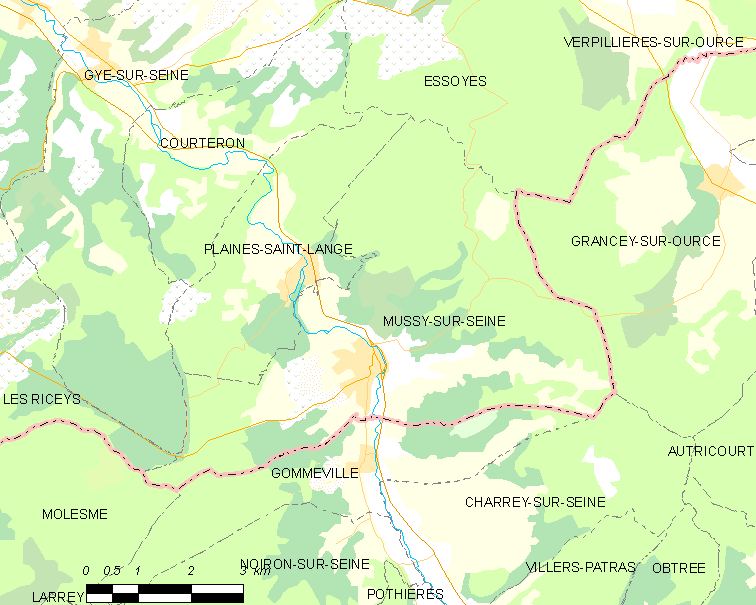
塞纳河畔米西的OSM定位图

## 行政
塞纳河畔米西的邮政编码为10250，INSEE市镇编码为10261。

## 政治
塞纳河畔米西所属的省级选区为塞纳河畔巴尔县。

## 交通
奥布省省道D17线、D17B线、D171线和D671线经过境内。

## 人口

1962-2008年间塞纳河畔米西人口变化图示

塞纳河畔米西于2022年1月1日时的人口数量为944人。